# Дюртюлі
Дюртюлі́ (рос. Дюртюли, башк. Дүртөйлө) — місто, центр Дюртюлинського району Башкортостану, Росія. Адміністративний центр Дюртюлинського міського поселення.

## Географія
Знаходиться на північному заході Башкортостану, на лівому березі річки Білої (притока Ками), за 124 км від Уфи.

## Історія
Селище міського типу з 1964 року, місто з 1989 року.

## Господарство
До початку розробки нафтових родовищ Дюртюлі — село з пристанню і декількома підприємствами по переробці і зберіганню сільськогосподарської сировини (завод олійництва, елеватор і деякі ін.). У місті розташоване «Чекмагушівське УДНГ», що здійснює експлуатацію нафтових родовищ на території Дюртюлинського, Ілішевського і Чекмагушівського районів. Працюють заводи залізобетонних виробів, цегляний, об'єкти обслуговування нафтопромислів, комбінат молочних продуктів і м'ясокомбінат.
На економічний і соціальний розвиток міста вплинуло введення в дію автодорожнього моста через річку Білу. Дюртюлинська пристань — 3-я після Уфімської і Бірської по вантажо- і пасажирообігу. Дюртюлі — значний вузол автомобільних доріг (Уфа—Казань, Нефтекамськ—Дюртюлі—Буздяк).
У місті 6 загальноосвітніх шкіл, зокрема 2 гімназії (6370 учнів в 1994–1995 навч. р.); Історико-краєзнавчий музей, 3 масових бібліотеки, 2 клубних установи («ТАН», «Лагуна»), 4 лікарні, база відпочинку нафтовиків «Чайка», з 2006 року відновлено будівництво Башкирської гімназії.

## Населення
Населення — 31274 особи (2010; 29984 2002).